# Senador Rui Palmeira
Senador Rui Palmeira é um município brasileiro localizado no estado de Alagoas, na Mesorregião do Sertão Alagoano e na Microrregião de Santana do Ipanema.
O município de Senador Rui Palmeira originou-se da emancipação política de Santana do Ipanema. O nome da cidade homenageia o Senador Rui Soares Palmeira.
Por volta de 1940, Antônio Afonso de Melo, natural de Palmeira dos Índios, estabeleceu uma fábrica de cordas na região, utilizando o Caroá como matéria-prima. Esse empreendimento impulsionou o crescimento da localidade, inicialmente composta por residências de trabalhadores da fábrica. Em 1942, devido à industrialização do caroá, a área passou a ser conhecida como "Usina".
A primeira feira livre ocorreu em 30 de outubro de 1943, data em que também foi celebrada a primeira missa pelo cônego José Bulhões. Em 1945, José Rodrigues Fontes instalou um alambique para a produção e venda de cachaça.
O nome "Riacho Grande" foi adotado devido à localização do município às margens de um rio temporário, que aumenta de volume durante o período chuvoso. Esse nome foi posteriormente ratificado pelo missionário Frei Damião de Bozzano.
Em 13 de maio de 1982, Senador Rui Palmeira conquistou sua emancipação política, sendo oficialmente fundado em 21 de janeiro de 1983.
O município está situado na região do Sertão Alagoano, a uma altitude de 360 metros. Sua área total é de 359,67 km², com uma população estimada em 12.303 habitantes, conforme o Censo Demográfico do Brasil de 2022.
O clima predominante é o semiárido, caracterizado por longos períodos de estiagem.
A principal atividade econômica do município é a agricultura de subsistência, com destaque para o cultivo de feijão, milho e algodão. No entanto, a escassez de chuvas, a falta de mão de obra e o uso de técnicas rudimentares de preparo do solo representam desafios para o setor agrícola.
A indústria local é representada principalmente pelo setor de curtume e pela produção de cerâmica em olarias.
No setor artesanal, a produção é realizada em residências e pequenas cooperativas, utilizando matéria-prima como argila, madeira, couro e palha.
O município é administrado por um prefeito e uma câmara municipal composta por nove vereadores. O atual gestor municipal é João Carlos Rodrigues (Joãozinho), do MDB, com mandato iniciado em 2025.
O município conta com serviços básicos de saúde, educação e transporte. Possui um sistema viário que permite a ligação com cidades vizinhas, como Carneiros, São José da Tapera, Piranhas, Inhapi, Canapi, Poço das Trincheiras e Santana do Ipanema.

### BRASÃO E BANDEIRA MUNICIPAL
|  |  |